# Gran Premi Rudy Dhaenens
El Gran Premi Rudy Dhaenens va ser una competicicó ciclista d'un sol dia que se disputà pels voltants de Nevele, a la província de Flandes Oriental, Bèlgica, entre 1999 i 2007. La cursa es creà per homenatjar a Rudy Dhaenens, campió del món el 1990 i mort en accident de circulació el 1998. La cursa formà part de l'UCI Europa Tour des del 2005, amb una categoria 1.1.

## Palmarès
| Any  | Vencedor              | Segon           | Tercer              |
| ---- | --------------------- | --------------- | ------------------- |
| 1999 | Hendrik van Dijck     | Rudi Kemna      | Franky de Buyst     |
| 2000 | Niko Eeckhout         | Wim Omloop      | Tom Desmet          |
| 2001 | Geert Omloop          | Kristof Trouvé  | Janke Tombak        |
| 2002 | Wesley van Speybroeck | Gorik Gardeyn   | James Vanlandschoot |
| 2003 | Christophe Kern       | Anthony Geslin  | Stfan van Dijck     |
| 2004 | Geert Omloop          | Rudi Kemna      | Roger Hammond       |
| 2005 | Koen Barbé            | Thomas Dekker   | Jure Zrimsek        |
| 2006 | Filip Meirhaeghe      | Aart Vierhouten | Matthé Pronk        |
| 2007 | Jurgen François       | Ivo Bruin       | Paul Martens        |